# Bledar Sejko
Bledar Sejko, född 10 september 1972 i södra Albanien, är en albansk sångare och gitarrist. Sejko har kallats för en av Albaniens allra främsta gitarrister och som en viktig roll för utvecklingen av rockmusiken i landet.

## Karriär
År 1989 ställde han upp i Festivali i Këngës tillsammans med Morena Reka och Redon Makashi. I finalen slutade de tvåa med låten "Jemi zemra e çdo moshë". Mellan 1992 och 1995 var han en av medlemmarna i bandet Thunder Way och mellan 2005 och 2006 ledde han orkestern vid Top Show på Top Channel. År 2011 var han med i Aurela Gaçes nummer vid Eurovision Song Contest 2011. Han spelade under hennes uppträdande gitarr på scenen.
Tillsammans med sångaren Adrian Lulgjuraj vann han den 22 december 2012 Festivali i Këngës 51 med låten "Identitet". De kom därmed att representera sitt hemland i Eurovision Song Contest 2013 i Malmö, Sverige. I semifinal 2, som de deltog i, slutade de på 15:e plats och gick inte vidare till finalen av tävlingen.
I december 2014 kommer Jozefina Simoni att delta med låten "Mendje trazi" i Festivali i Këngës 53. Låten har Sejko komponerat tillsammans med Markeljan Kapedani och med sin fru Eda Sejkos text.